# Badougbe
Badougbe (Badougbé) est une localité de la région maritime au Togo, Afrique de l'Ouest. Situé au bord d'une lagune longeant le bord du village, appelée localement Gbaga et officiellement Lac Togo, au sud-est du Togo dans la préfecture de Vo, autrefois dans la préfecture des Lacs. À la dernière semaine du mois d'août la population célèbre la fête traditionnelle de la fraternité.

## Localités voisines
Localités voisines par ordre croissant de distance:
- Badougbé Bézoumé - 0 km
- Agbantokopé - 2 km
- Séouatchikopé - 2 km
- Séwati - 2 km
- Koumako - 2 km
- Koui - 2 km
- Agodéké - 2 km
- Tagovi - 2 km
- Abati Kopé - 3 km
- Batékopé - 3 km
- Gounkopé - 3 km
- Kpémé - 3 km
- Féglo - 3 km
- Agbésitonou - 3 km
- Aisou - 3 km
- Kakpoui - 3 km
- Kondo - 3 km
- Aglomé - 4 km
- Foliga Kopé - 4 km
- Asou Kondji - 4 km
- Assou Kondji - 4 km
- Evémé - 4 km
- Akoda - 4 km
- Togo - 4 km
- Togoville - 4 km
- Aziza - 5 km
- Zongo - 5 km
- Agbedrafo - 5 km
- Agbodrafo - 5 km
- Agbodrafo (Porto-Séguro) - 5 km
- Porto-Segouro - 5 km
- Porto-Séguro - 5 km
- Lankomé - 6 km
- Djankasé - 6 km
- Djankassé - 6 km
- Oba - 6 km
- Vogba - 6 km
- Wogba - 6 km
- Adyéna Kondji - 6 km
- Kouénou - 6 km
- Koyé Kopé - 6 km
- Kwénou - 6 km
- Badji Kopé - 6 km
- Sokpo - 6 km
- Kohoun - 6 km
- Kodzovya - 7 km
- Agnrokopé - 7 km
- Agnronkopé - 7 km
- Amédjonokou - 7 km
- Anyro Kopé - 7 km
- Amento Kopé - 7 km
- Rhoségbado - 7 km
- Nlensi - 8 km
- Togbé Sokou - 8 km
- Adabou Kopé - 8 km
- Dabou Kopé - 8 km
- Kpésikonou - 8 km
- Ekpoui - 8 km
- Ekpui - 8 km
- Hounlokoué - 8 km
- Hounlokwé - 8 km
- Pondaha - 8 km
- Zoolagan - 8 km
- Zowolagan - 8 km
- Adiséou - 9 km
- Anécho - 9 km
- Aného - 9 km (population : 47174 habitants)
- Anekho - 9 km
- Anerho - 9 km
- Apounonkpa - 9 km
- Fanté Komé - 9 km
- Klein-Popo - 9 km
- Landjo - 9 km
- Little Popo - 9 km
- Manyan - 9 km
- Petit Popo - 9 km
- Seluga - 9 km
- Soholo - 9 km
- Zoola Kpoguédé - 9 km

## Personnalités liées à la commune
- Komlavi Loglo
- Victoire Dogbé Tomegah